# Paradoxo do plâncton

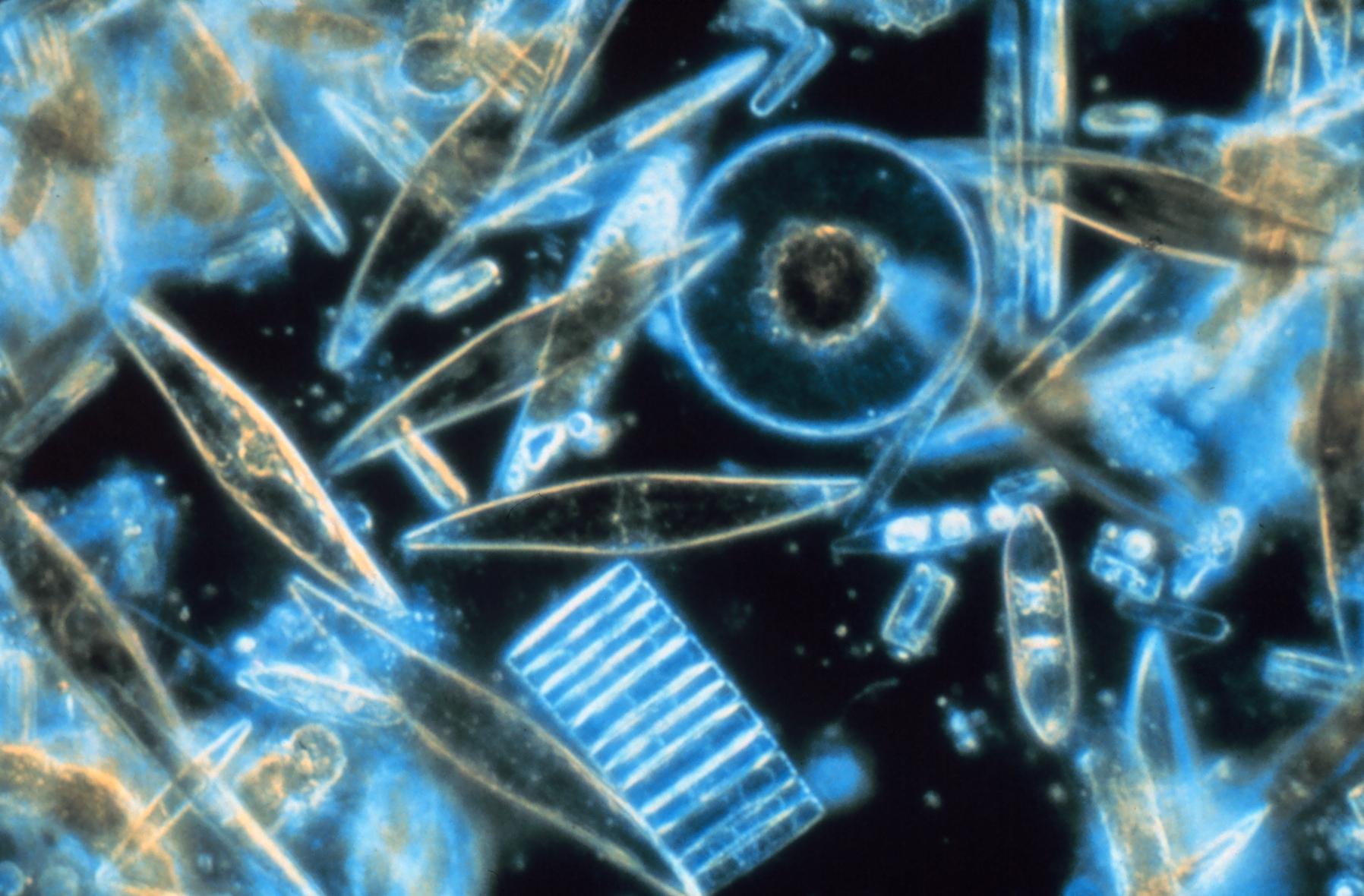
Diatomáceas marinhas são muitos dos organismos planctônicos. Paradoxalmente, parecem desprezar o princípio de exclusão competitiva

Na biologia aquática, o paradoxo do plâncton descreve a situação em que uma gama limitada de recursos suporta uma inesperadamente grande variedade de espécies de plâncton, aparentemente desprezando o princípio da exclusão competitiva, que sustenta que quando duas espécies competem pelo mesmo recurso, uma delas será levada à extinção.

## Paradoxo ecológico
O paradoxo do plâncton é resultado do confronto entre a diversidade observada de plâncton e o princípio da exclusão competitiva, também conhecido como lei de Gause, que determina que, quando duas espécies competirem por um mesmo recurso, em última análise, apenas uma irá persistir e a outra será  extinta. A vida na forma de fitoplâncton é diversa em todos níveis filogenéticos, apesar da gama limitada de recursos (por exemplo luz, nitrato, fosfato, ácido silícico, ferro) pelos quais  esses organismos competem entre si.
O paradoxo do plâncton foi descrito originalmente em 1961 por G. Evelyn Hutchinson, que propôs que o paradoxo pode ser resolvido por fatores como gradientes verticais de luz ou turbulência, simbiose ou comensalismo, predação diferencial, ou devido à constante mudança das condições ambientais.  Um trabalho mais recente propôs que o paradoxo pode ser resolvido por fatores tais como: movimento caótico dos fluidos, pastejo seletivo por tamanho, heterogeneidade espaço-temporal, e as flutuações ambientais.
De forma geral, alguns investigadores sugerem que os fatores ambientais e ecológicos interagem continuamente de tal modo que o habitat planctônico nunca atinge um equilíbrio para que uma única espécie seja favorecida.  Em Mitchell et al. (2008), os pesquisadores descobriram que a análise em pequena escala da distribuição do plâncton exibiu manchas de agregação da ordem de 10 centímetros, que tiveram tempo de vida suficientes (> 10 minutos) para permitir o pastejo do plâncton, a competição e a infecção.